# Úhorná
Úhorná(allemand : Ahorn in der Zips) est un village de Slovaquie situé dans la région de Košice.

## Géographie
Le village est au pied de la montagne Úhornianské sedlo (999 m.).

## Histoire
Première mention écrite du village en 1383.

## Démographie

### Évolution de la population
| Année:               | 1994. | 2004.    | 2014.   | 2024.   |
| -------------------- | ----- | -------- | ------- | ------- |
| Nombre de personnes: | 199   | 150      | 146     | 143     |
| Différence:          |       | -24,62 % | -2,66 % | -2,05 % |

| Année:               | 2023. | 2024.   |
| -------------------- | ----- | ------- |
| Nombre de personnes: | 141   | 143     |
| Différence:          |       | +1,41 % |